# Ballet mécanique
Ballet mécanique (en español: Ballet mecánico) es una película francesa de vanguardia, concebida, escrita y dirigida por el pintor Fernand Léger en colaboración con el cineasta Dudley Murphy (y con aportación cinematográfica de Man Ray, que finalmente, por desavenencias personales, rehusó aparecer en los créditos). Tenía previsto sincronizarse “mecánicamente” con una partitura musical del compositor estadounidense George Antheil. Sin embargo, debido a la dificultad de la sincronización audiovisual deseada, la película se estrenó en una versión de cine mudo el 24 de septiembre de 1924, en la Internationale Ausstellung neuer Theatertechnik (Exposición Internacional para la Nueva Técnica del Teatro) en Viena presentada por Frederick Kiesler. Se considera una de las obras maestras del temprano cine experimental. Dependiendo del autor, la película ha sido categorizada como abstracta (fue la primera película en la historia en recibir dicho calificativo), dadaísta, surrealista y futurista.

## Créditos de la película e historia
En su libro Dudley Murphy: Hollywood Wild Card, la historiadora de cine Susan Delson argumenta que Murphy fue la fuerza motriz de la película, pero que Fernand Léger tuvo más éxito en promover la película como su propia creación. Sin embargo, después de luchar en el frente en la Primera Guerra Mundial y pasar el año de 1917 en un hospital, tras haber sido gaseado, Fernand Léger hizo de los efectos deslumbrantes de la tecnología mecánica el tema exclusivo de su arte, y parece claro que concibió la película él mismo.

Las experiencias de Léger en la Primera Guerra Mundial tuvieron un efecto significativo en todo su trabajo. Movilizado en agosto de 1914 para servir en el ejército francés, pasó dos años en el frente de Argonne. Produjo muchos bocetos de piezas de artillería, aviones, y compañeros soldados mientras estuvo en las trincheras, y pintó al Soldier with a Pipe (1916) durante una de sus licencias. En septiembre de 1916 casi murió después de un ataque de gas mostaza por las tropas alemanas en Verdun. Durante un período de convalecencia en Villepinte pintó The Card Players (1917), un lienzo cuyas figuras monstruosas y robóticas reflejan la ambivalencia de su experiencia de guerra. Como explicó:
...Me sorprendió la visión de la culata de un 75 milímetros a la luz del sol. Era la magia de la luz sobre el metal blanco. Eso es todo lo que me costó olvidar el arte abstracto de 1912-1913. La crudeza, la variedad, el humor y la absoluta perfección de ciertos hombres a mi alrededor, su sentido preciso de la realidad utilitaria y su aplicación en medio del drama de la vida y la muerte en que estábamos ... me dieron ganas de pintar con un lenguaje especial todo su color y movilidad.
The Card Players marcó el comienzo de su "período mecánico", del cual forma parte el Ballet Mécanique, una técnica artística que combina la abstracción dinámica del constructivismo con las cualidades absurdas e indisciplinadas de Dada. Vemos esta tendencia en la película de principio a fin.
Sin embargo, una foto de una escultura de Dadá con el nombre de Ballet Mécanique había sido presentada previamente en 391 (revista), un periódico creado y editado por el dadaísta Francis Picabia que apareció por primera vez en enero de 1917 y continuó siendo publicado hasta 1924. Pero no se sabe si Fernand Léger lo sabía o no.

## Juegos visuales
En su versión original, el título francés de la película fue "Charlot présente le ballet mécanique" (como se ve en la impresión original), refiriéndose al personaje de Charlie Chaplin, Little Tramp, como era conocido en Francia. La imagen de una marioneta de papel de estilo cubista de Charlot, de Léger, aparece varias veces en la película. Es sólo el primero de muchos juegos visuales en la película, una aparente exhibición de la pura modernidad visual de la película, como pretendían sus creadores desde el principio.

## Ballet Mécanique como partitura
El Ballet Mécanique de George Antheil (1924) fue originalmente concebido como un acompañamiento para la película y fue programado para ser estrenado en el Internationale Ausstellung neuer Theatertechnik. Sin embargo, antes de terminarla, el director y el compositor acordaron seguir diferentes caminos [vago]. La obra musical dura cerca de 30 minutos, mientras que la película dura unos 19 minutos. El cómo fue posible tal descoordinación y los verdaderos motivos de que no realizaran finalmente lo que habían anunciado aparatosamente (incluso en los créditos originales del film), es decir, la primera película mecánicamente sincronizada en la historia del cine, es, casi hasta hoy, un misterio. En gran parte, porque cada protagonista da una versión absolutamente contraria a la de los demás.
Posteriormente, la música de Antheil para Ballet Mécanique se convirtió en una pieza independiente de concierto, estrenada por el mismo Antheil en París en 1926.
Como composición, Ballet Mécanique es el trabajo más conocido y duradero de Antheil. La orquestación para la gigantesca versión de concierto de 1926 requería 16 pianolas en cuatro partes, 2 pianos, 3 xilofonos, y como mínimo 7 campanas eléctricas, 3 hélices, sirenas, 4 bombos, y 1 tam-tam. Como resultó evidente, no había manera de mantener sincronizadas tantas pianolas, de modo que en las primeras actuaciones se combinaron las cuatro partes en un solo conjunto de pianolas y aumentaron los dos pianos con 6 o más instrumentos adicionales. 
Dicho espectáculo-concierto, muy controvertido, tuvo un éxito apoteósico en París, en 1926, y un fracaso catastrófico al año siguiente, en Nueva York (el desastre del Carnegie Hall, como se le denominó por el propio Antheil). La obra pasó muchos años prácticamente en el olvido.
Ya en 1953, Antheil escribió una versión abreviada (y mucho más suave) para cuatro pianos, cuatro xilófonos, dos campanas eléctricas, dos hélices, timbales, glockenspiel y otras percusiones. 
Esta versión, despreciada hasta hace poco por la mayoría de los estudiosos como imperfecta y débil, es, sin embargo, la que según las últimas teorías más se acerca al original que se escribió para la película y que ya sincronizaron en una ocasión (en 1935, en Nueva York), con Antheil tocando al piano la versión simple mientras se proyectaba el film; y de la que ambos, Antheil y Léger, estuvieron de acuerdo en que era la partitura adecuada y esperada.
Por otro lado, desde 1992 se han hecho intentos continuos por reinterpretar la orquestación original del concierto, de 30 minutos, que fue realizada por primera vez por relativo éxito por Maurice Peress.
Un avance destacado ocurrió en 1999, cuando el Lowell Percussion Ensemble de la Universidad de Massachusetts realizó una adaptación totalmente automatizada utilizando instrumentos robóticos y controlados por MIDI.
Y todavía más notorio éxito alcanzó en 2000 Paul Lehrman, quien usó una versión editada de la orquestación original en la que utilizó pianos digitales grabados en sistema MIDI a partir de la interpretación del Lowell ensemble, con el resto de los instrumentos interpretados electrónicamente. Hoy en día es la versión más aceptada como cercana a la partitura independiente de 1926 del Ballet mécanique de Antheil, incluyendo una versión robotizada completa realizada en el LEMUR (Liga de Robots Urbanos Musicales Electrónicos ) y exhibida en 2005 en la National Gallery of Art en Washington.

## Ballet Mécanique como Film sincronizado
Sin embargo, a pesar de la calidad de dicha realización sonora y su consistente fiabilidad con los planes originales de Antheil para su concierto, su sincronización con la película (realizada por el propio Lehrman y avalada por la editorial Schirmer para el DVD Unseen Cinema: Early American Avant Garde Film 1894-1941, de 2005), sigue estando, hoy, en pleno debate. 
Nuevos puntos de vista ofrece Ortiz Morales, en su tesina El ballet mécanique y el Synchro-ciné, ya en 2008. Somete a discusión todos los puntos de vista que han dado origen a la realización de Lehrman y propone otros alternativos dentro de lo que llama el estado de la confusión en torno al film. Entre otros, que la partitura de 30 minutos y 16 pianolas sincronizadas tan trabajosamente obtenida no es, en realidad, la idea musical original para la película, sino una expansión posterior de la verdadera idea original,y que fue llevada a cabo por Antheil como concierto espectacular e independiente, una vez comprobado que no podía sincronizarse conjuntamente su música con las imágenes de Léger. La partitura verdaderamente fílmica debió de ser mucho más simple y ajustada, posiblemente para pianola sola y máquinas de ruido, y, tras varias reducciones y modificaciones, cercana a la que  la que terminaría orquestando en 1953. Argumenta, por tanto, que el problema de la “sincronización original” no estuvo nunca en las 16 pianolas sincronizadas de la partitura gigante, sino que el problema con la versión simple (para el film) debió estar en el dispositivo que tenía que sincronizarla mecánicamente: el Synchro-Ciné de Charles Delacommune, posiblemente la primera mesa de mezclas audiovisual de la historia y con el que se sabe que lo estuvieron intentando desesperadamente durante un tiempo (hay factura documental de haber utilizado dicho material para dicha película, firmado por Léger y Delacommune). Según los estudios técnicos sobre la documentación (el aparato como tal se perdió en la II Guerra Mundial), parece ser que el synchro-ciné era un sincronizador capaz de buenas simultaneidades audio-video en compases normales, pero la rítmica fugaz y endiablada de la obra excedía con mucho sus posibilidades: especialmente los ritmos amalgamados, de 7 y 5, muy utilizados en la obra e imposibles de obtener con un dispositivo tan precario. Con una música más reposada y cuadrada, sí se podrían haber ajustado y sincronizado mecánicamente, que fue lo que prometió Léger a la prensa después de hablar con Delacommune (pero antes de haberlo intentado en la práctica con la música de Antheil).
Dicha tesis, y las implicaciones que origina, se ha visto reforzada en 2016 con la publicación de la reconstrucción del sincronismo cinemático original de acuerdo con ella en la denominada Versión canónica (es decir, basada en los patrones rítmicos "tempo-espaciales", o "cánones de proporciones" audiovisuales, que se sabe que utilizaron Léger y Antheil para coordinar, o al menos intentar coordinar, imágenes y música). Dicha versión, realizada con la colaboración del Ensemble Modern, y a partir de los pocos datos verdaderamente fiables y objetivos que han llegado hasta hoy, busca por medio de algoritmos informáticos la copia exacta del film y la correcta partitura de Antheil, que ambos unieron entre sí en 1935 (único momento en que se sabe que ocurrió la sincronización adecuada, según ellos mismos), ya que las diversas copias que nos han llegado del Ballet mécanique son diferentes entre sí (algunas mucho), porque parece que Léger fue, poco a poco sustituyendo las imágenes originales de Man Ray y Dudley Murphy hasta casi el final de su vida. Así, en cada época, ha circulado una copia ligeramente diferente del Ballet: no hay dos iguales. Es decir, que la película fue pasando de dadaísta a cubista, poco a poco, lo que explica, en parte, las dudas sobre su adscripción a una determinada estética.
También se orienta en la misma dirección el más moderno y excelente estudio sobre el tema, el de Elder, de 2018 ( Cubism and Futurism ), que apoya, en todo o en parte, esas mismas ideas. Por ejemplo, 1) el hecho de que existen muchas versiones diferentes de la película, 12 como mínimo, más algunas otras perdidas; 2) que el sistema Delacommune de sincronización fue llamado en 1924 "Synchronismes Cinématographiques", abreviado "Synchro-Ciné", antes de convertirse en nombre de su propia productora, y podía realizar ajustes audiovisuales sin necesidad de utilizar el Ciné-pupitre, un dispositivo independiente y el más conocido del sistema, pero no imprescindible (como en este caso);3) que la música original del "Ballet" de George Antheil es absolutamente improbable que fuera la que propugna Lehrman con las 16 pianolas sincronizadas a partir de los tres rollos de Pleyel por muchas razones, siendo mucho más probable una original  versión diferente para una Photoplayer de doble rollo y, posteriormente, una pianola simple con un solo rollo; 4) que desde 1927 ha habido varias modificaciones de la película, y de la partitura, cada vez más corta y ajustada; 5) que las teorías de Moritz generalmente aceptadas en EEUU sobre el dadaísmo casi exclusivo de la película son obviamente exageradas y no se corresponden con la realidad: Fernand Léger retocó tanto la película original que las copias que conocemos son mucho más cubistas que dadaístas; o 6) que el propio Antheil afirmó en 1935 que la versión que acompañaba a la versión del MoMA era, finalmente, la "correcta" y con su tiempo ajustado a la imagen